# Витт, Йозеф
Йо́зеф Витт (нем. Josef Witt; 17 мая 1901, Мюнхен, Бавария — 4 января 1994, Вена, Австрия) — австрийский певец (лирический тенор), режиссёр и педагог.

## Биография
В 1920 году окончил Королевскую академию музыки. После удачного дебюта в 1923 году на сцене Баварской государственной оперы в опере Ганса Галя, работает во многих немецких театрах: Штеттине (1923—1924), Бреслау (1924—1927), Карлсруэ (1927—1929), Дортмунде (1928—1929), Кёльне (1929—1934) Брауншвейге (1934—1938). С 1937 года — солист, а с 1942 года — режиссёр Венской государственной оперы (в 1955—1969 годах — главный режиссёр). Постоянный участник Зальцбургских фестивалей. Профессор Венской академии музыки и сценического искусства.
Во время своего пребывания в Вене Йозеф Витт выступал на международных фестивалях и на сценах известных театров. Так, на Зальцбургском фестивале в 1942 и 1948 годах он исполнил партию Базилио в опере Моцарта «Свадьба Фигаро», а в 1947 году — Робеспьера в премьере оперы «Смерть Дантона» Готфрида фон Эйнема.

### Преподавание
Он преподавал пение в Академии музыки и исполнительских искусств, в современном Венском университете музыки и исполнительского искусства. Среди успешных студентов были Норман Бейли (бас-баритон), Вальтер Берри (бас-баритон), Мими Куртсе (сопрано) — первая всемирно успешная оперная певица из Африки, Эрнст Гутштайн (баритон), Уильям Бланкеншип и Ханс ван Херден.

## Репертуар
- «Турандот» Джакомо Пуччини — Калаф
- «Смерть Дантона» Готфрида фон Эйнема — Робеспьер
- «Персефона» Стравинского — Эвмолп
- «Волшебная флейта» Моцарта — Тамино